# 庞普顿河

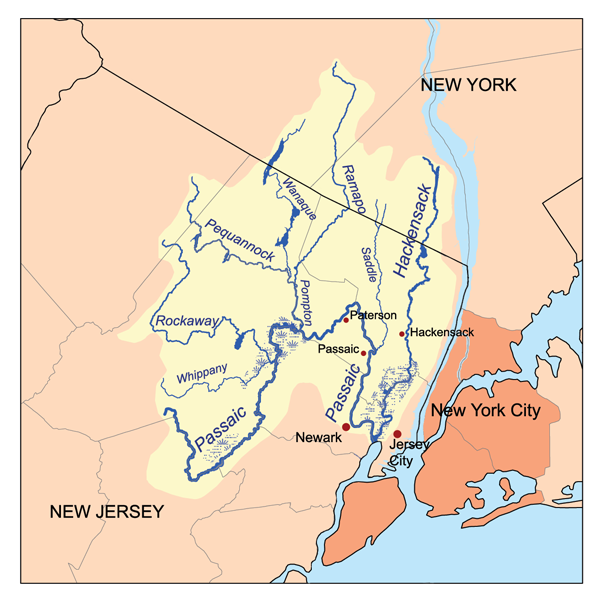
帕塞伊克河与哈肯萨克河的流域图

庞普顿河（英語：Pompton River）是美国新泽西州帕塞伊克河的一条支流，位于新泽西州北部，长约13公里，由拉马波河和派匡诺克河在庞普顿湖下游汇合而来。